# Ісари гірського Криму
Ісар (або Ісарчик) — від кримськотатарського (крим. İsar, «стіна») — термін, яким у Криму прийнято позначати руїни невеликих, переважно середньовічних укріплень — монастирів, феодальних замків, сторожових фортець і сільських притулків, зазвичай розміщених на важкодоступних пагорбах. Укріплення в XIII столітті сторожових фортець, що контролювали перевали і проходи в долини гірського Криму, феодальних замків і сільських укріплених притулків на околицях Херсона («Херсакеї») і в Готії (вона ж «Клімати Херсона», «Клімати Готії» історики пов'язують із сельджукською експансією в східному Криму 1217—1225 роках і появою монголів на території півострова, починаючи з 1223 року і у зв'язку з переходом гірського Криму в зону впливу Трапезундської імперії (візантійська фема Херсона після 1204 року перейшла до складу Трапезундської імперії) усього з'явилося 24—25 нових укріплень.
Досліджуючи руїни укріплень, історики дійшли висновку, що, судячи з будівельних прийомів, більшість із них споруджували в традиціях римських фортифікаторів I—III століття, або фортечних споруд Візантії, і під керівництвом, або наглядом, херсонеських фахівців — аналогічно до ранньосередньовічних кладок Херсонеса. Житлові комплекси в південнобережних укріпленнях (примітивні, на «сухій» кладці однотипні житла), мабуть, будували, враховуючи якісь місцеві традиції або з міркувань економії.
Існує версія, що в XV столітті дві лінії укріплень на Південному березі Криму — приморська та гірська, перебуваючи практично одна проти одної, являли собою лінію протистояння між генуезькими колоніями та князівством Феодоро.
Рішеннями Кримського облвиконкому більшість руїн середньовічних укріплень оголошено історичними пам'ятками регіонального значення.

## Список ісарів
Практично повний перелік відомих гірських укріплень наведено в роботі Віктора Мица «Укріплення Таврики X—XV ст», також перелік саме ісарів, без великих фортець міського типу, зібраний кримськими краєзнавцями на сайті «Ісари Гірського Криму».

## Невивчені укріплення
Частину укріплень ще не вивчали, археологічних розкопок поки що не проводили і в науковій літературі їх не описано. Усі відомості про них — результати візуальних оглядів істориками і випадкових описів.
- Дегерменкойський ісар — замок XIII—XIV століття, розташований на скелястій височині на південно-східній околиці села Деґірмєнкой, з півночі та сходу оточений яром глибиною 15-20 м, з південного і західного боку — крутими схилами, де були побудовані фортечні стіни з бутового каменю на вапняному розчині товщиною 1,3 — 1,4 м (сильно зруйновані, простежується тільки їх основа), на стику стін була прямокутна вежа, на скельній брилі розміром 8×10 м. Розміри фортеці 73 на 44 м, або 0,15 гектара, південніше неї лежало селище XIII—XV століття з храмом і кладовищем[6]. Вперше зміцнення згадано Василем Кондаракі у 1875 році[8], розвідку проводив Віктор Миц у 1978 році[9].
- Демерджі I - руїни середньовічного укріплення (сільського притулку) X—XIII століття, знаходилося на схилі Південної Демерджі-яйли, у північно-західній частині Долини Привидів. У науковій літературі укріплення не описане. Площа укріплення 4 гектари, але половина її-скелі, непридатні для житла, у фортеці є сліди будівель, на двох скельних мисах-руїни невеликих храмів, біля нижнього знаходилося кладовище[6].
- Кам'янка — руїни сторожового укріплення X—XIII століття, знаходилося за 2 км на захід від села Корбек, на височині. З Північної, доступної сторони було обгороджено стіною довжиною 75 м і товщиною 2 м (збереглася на висоту 1 м) з буту насухо, площа 0,2 гектара, розмір-83 на 32 м, веж в стіні і будівель всередині не виявлено[10].

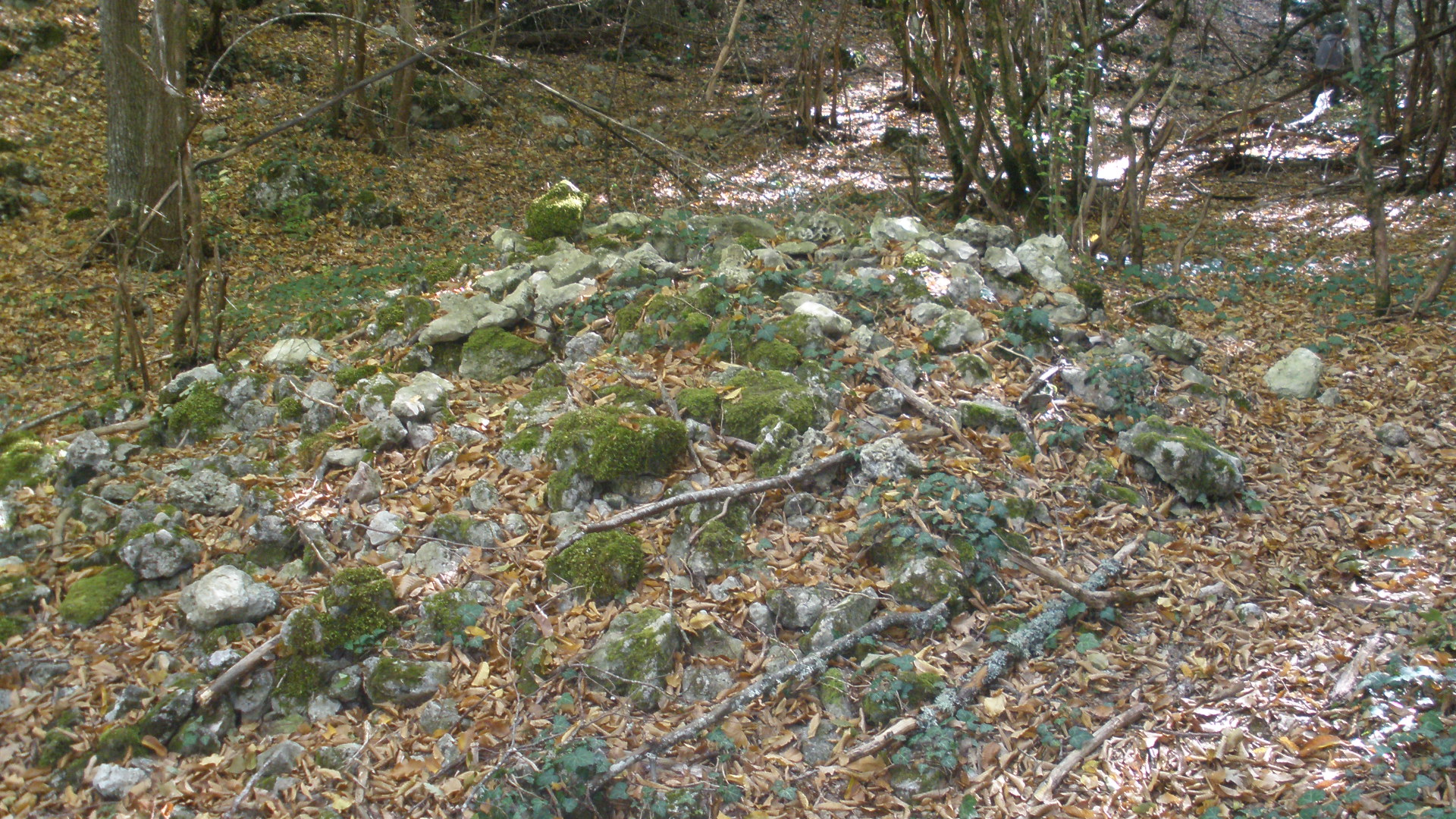
Качі-Дже.
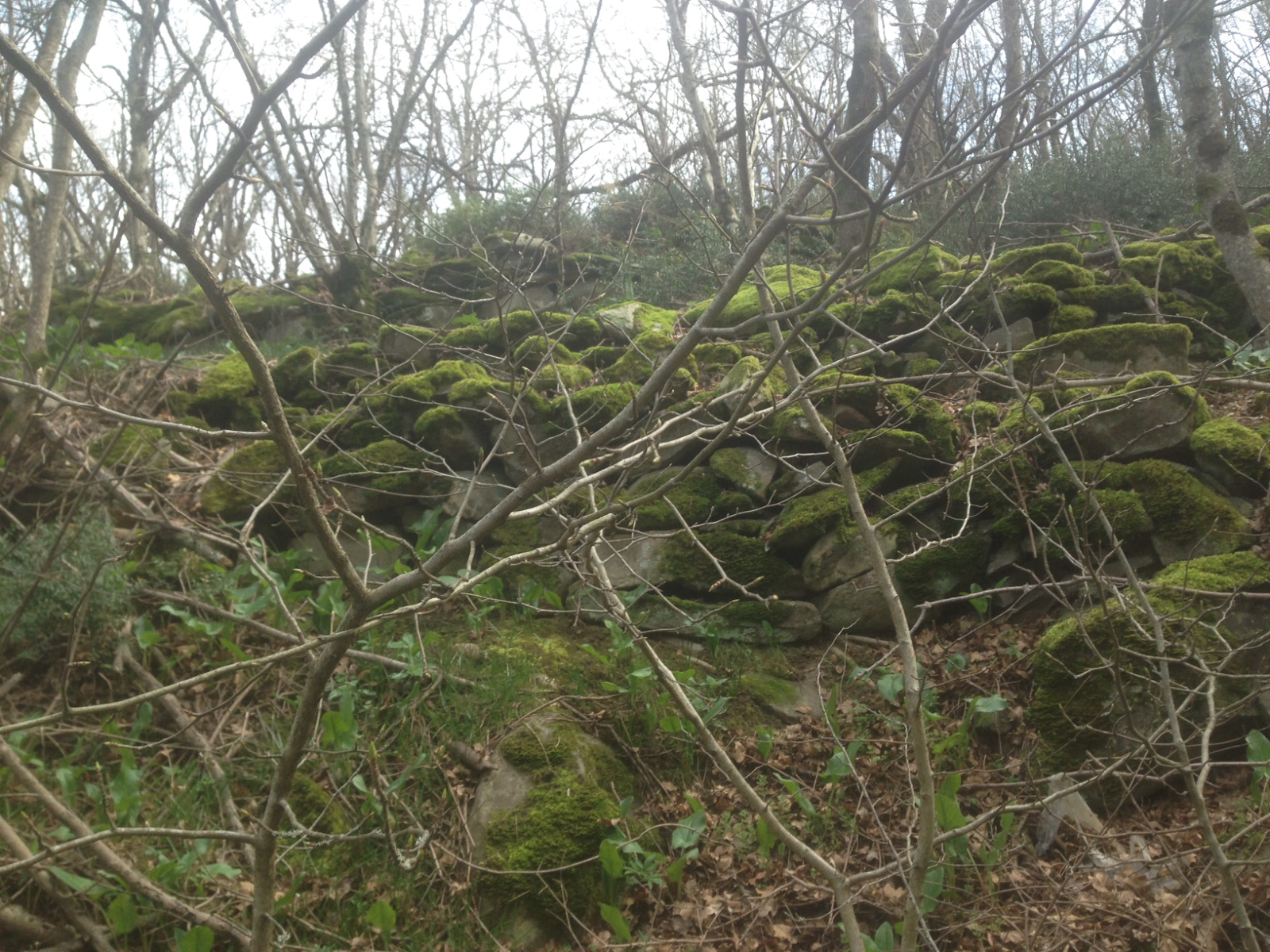
Карабахський Ісар.
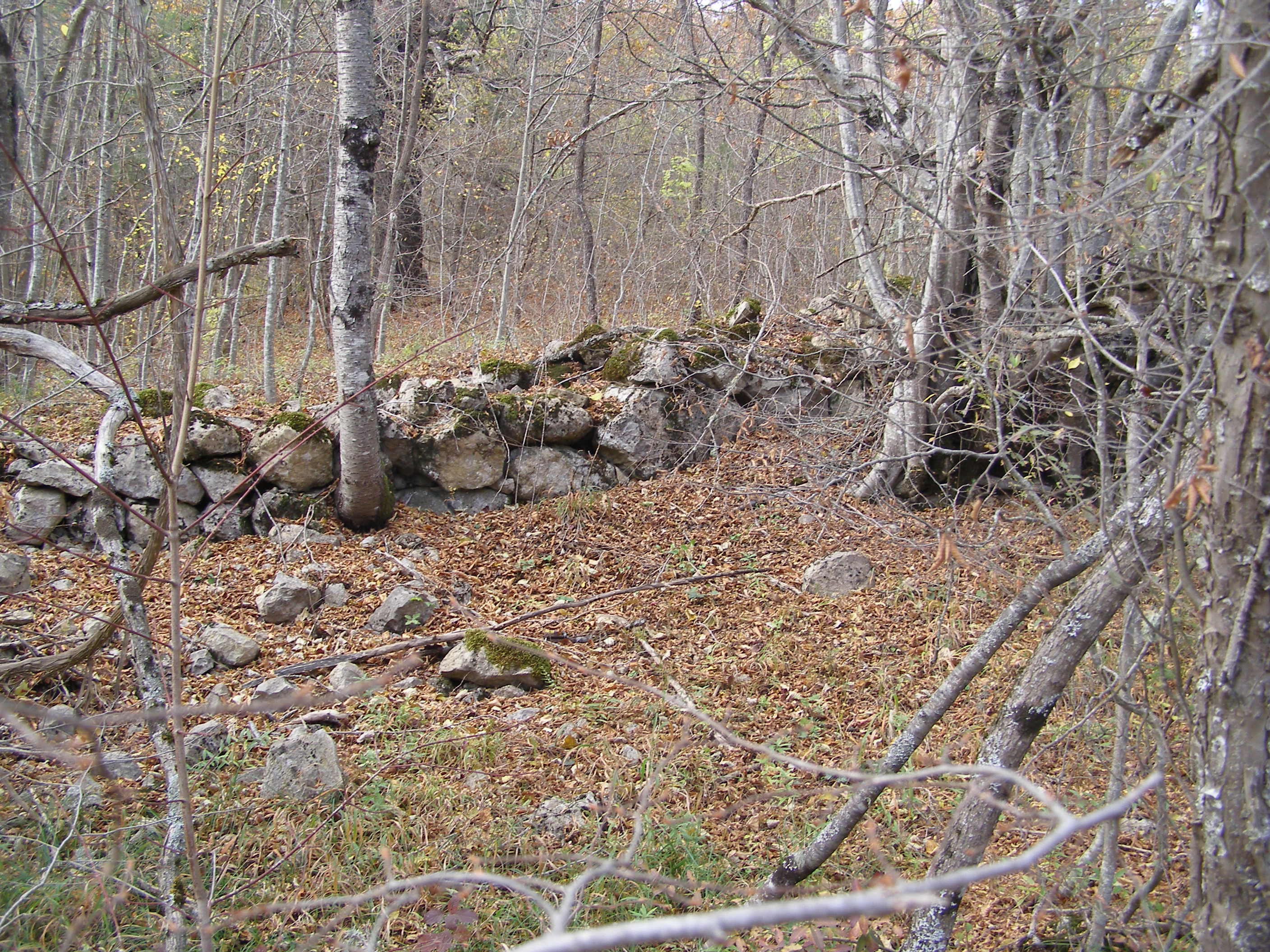
Хапулар.
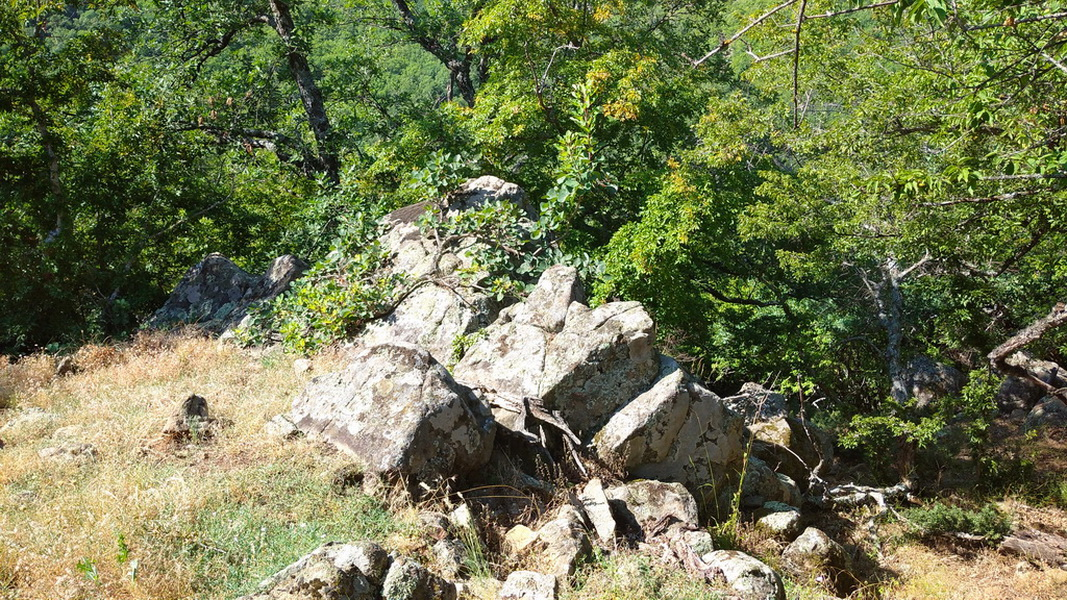
Чунгур-Кая.

- Карабахський Ісар — 44°36′10″ пн. ш. 34°21′45″ сх. д. / 44.60278° пн. ш. 34.36250° сх. д. руїни сторожного укріплення X—XIII ст. розташовані на скелі серед Кучук-Ламбатського кам'яного хаосу за 500 м від берега і 1 км північно-східно від миса Плака, приблизно на середині відстані між відомими укріпленнями Аю-Даг і Кастель[11]. Стіна, завдовжки близько 45 м і завтовшки 1,4-1,5 м (збереглася на висоту до 1-1,2 м) з буту насухо, прикривала підлоговий бік, площа фортеці 0,1 гектара, розміри — 42 на 30 м, будівель усередині не виявлено, із заходу вів вхід завширшки 1,8 м[6].
- Качі-Дже — 44°41′5″ пн. ш. 33°52′25″ сх. д. / 44.68472° пн. ш. 33.87361° сх. д. притулок або укріплений загін IX—X століття. Знаходиться за 2 км на північний захід від села Пички, на стрімчаку Алім-Кая (також Алім-Айдамак-Кая), з двох боків обмеженому крутими ярами — Бірінджі-дере і Екінджі-дере[12]. Мис відгороджений стіною (складена двопанцирною кладкою насухо з крупного буту, зовнішній панцир — з грубо оброблених блоків) завдовжки близько 70 метрів, завширшки 2-2,5 м, зараз сильно зруйнована. Площа укріплення 0,76 гектара, розміри захищеної ділянки 205 на 55 м. Слідів будівель в укріпленні не виявлено, фрагменти гончарної та ліпної кераміки (глечики з плоскими ручками, амфори з жолобчастим корпусом і салтівські горщики), на підставі чого пам’ятку датовано[6].
- Курушлюк I — укріплений загін X—XIII століть (по невеликим знахідкам кераміки можливо, IX—X століть) на витягнутому з північного заходу на північний схід відрогу розмірами 84 на 27 метрів. Розташований на скалиному морі Харміз-Хайя з двома невеликими вершинами гори[13] Курушлюк-Бурун масіву Бойка[14], огорожений від плато півкольком захисних стін (товщина1,5 — 2 метра, деколи збереглася на висоті до 1,5 м) довжиною 45 метрів, складеного з крупного бутового каменю насухо[6].
- Курушлюк II — сторожове укріплення X—XIII століття (за нечисленними знахідками кераміки, можливо, XIV століття) на витягнутому з північного заходу на північний схід мису розмірами 84 на 27 метрів. Розташований на скельному мисі Хармиза-Хая з двома невеликими вершинами гори[13] Курушлюк-Бурун масіву Бойка[14]. Фортечна стіна завдовжки 96 метрів, складена з великого бутового каменю насухо, відокремлює майданчик розміром 78 на 49 м (товщина 2-3 метри, місцями збереглася на висоту до 3 м). На вході — руїни чотирикутної вежі, усередині будівель немає, за межами стін — руїни невеликих однокамерних будівель. Основний час життя фортеці, за підйомним матеріалом, XII—XIII століття[6].
- Курушлюк III — притулок або укріплений загін X—XIII століття, розташований на скелястій височині на західному схилі гори Курушлюк-Бурун масиву Бойка[14]. Фортечна стіна (двопанцирна з внутрішнім заповненням) завдовжки 96 метрів, відокремлює майданчик розміром 52 на 24 м (товщина 1,3-1,5 метри, подекуди збереглася на висоту до 1,7 м), вхід завширшки 2 м знаходився зі східного боку[6].
- Ласпіно — руїни укріпленого загону X—XIII ст. розташовані на Байдарській яйлі південніше гори Мачук[15] біля стародавньої скотопрогінної стежки. Кільцеподібне укріплення розміром 85 на 40 м площею 0,2 гектара. Стіни, товщиною до 2 м, складені з буту насухо, біля стін було кілька будівель, за фортецею, біля стежки — руїни невеликої церкви[16].
- Хапулар — 44°29′30″ пн. ш. 33°53′0″ сх. д. / 44.49167° пн. ш. 33.88333° сх. д. руїни укріпленого сховища жителів села Узунджи X—XIII ст. розташовані на горі Лячка, також назва Мрабель, Тільки-Ялаган-Бурун[17], (висота 685 м) хребта Самна-Баир[18]. Знаходилося на стародавній в'ючній стежці, що вела до входу в стіні, складеній із буту насухо (близько 1,5 сажні шириною[17]), що перекривала доступ до майданчика, оточеного з трьох боків урвищами[6].
- Форосське — руїни укріпленого сховища X—XIII ст., розташовані під горою Форос[19], на північ від міста, вище шосу Ялта — Севастополь на скалистому узвищенні[16]. Віктор Мацу роботі «Укріплення Таврики X—XV ст.» 1991 року згадує залишки основи стін, якихось будов і фундамент споруди, донжону або церкви[6]. Археолог Лев Фірсов у книзі «Ісари — Нариси історії середньовічних фортець Південного берега Криму» (посмертне видання 1990 року) дає розгорнутий опис пам'ятника як середньовічного поселення з невеликою кріпосною будівлею вище за нього та середньовічним могильником із храмом осторонь. Храм був одноапсидний, розмірами 4,5 на 7 метрів, з буту на вапняному розчині, стіни були вкриті вапняною штукатуркою зі слідами розпису (апсида була складена з блоків травертину і повністю розвалилася). З півночі укріплення йшла стіна завдовжки 15 метрів, зі сходу — стіна завдовжки 65 м і завтовшки до 2 м, складена на вапняному розчині[20].
- Чирка-Каяси — 44°31′45″ пн. ш. 33°41′40″ сх. д. / 44.52917° пн. ш. 33.69444° сх. д. руїни укріпленого прихистку IX—X століття, розташовані на вершині гори Чирка-Каяси (249,7 м)[21], за 2 км на південний схід від села Чоргунь. Стіна завтовшки 1,5-1,8 м (збереглася на висоту до 0,8 м) з бутового каменю насухо оперізувала вершину гори, прикриваючи укріплення площею 0,2 гектара (70 на 36 м). Усередині укріплення слідів якихось будівель не помітно, із заходу до притулку веде стародавня дорога.
- Чунгур-Кая — 44°41′05″ пн. ш. 34°19′20″ сх. д. / 44.68472° пн. ш. 34.32222° сх. д. руїни притулку (для місцевого населення і торговельних караванів, що прямували через перевал Кебіт-Богаз), або сторожового укріплення X—XIII століття, розташовані за 1,5 км на південь від селища Хачи-Озенбаш, на однойменній горі східного схилу Бабуган-яйли. З півночі та сходу оточене урвищами, з півдня та заходу було обгороджено стіною завдовжки 150 м і завтовшки 1,2-1,8 м (збереглася на висоту до 2,1 м) з буту насухо, площа 0,29 гектара, розмір — 80 на 65 м, веж у стіні та будівель усередині не виявлено, із заходу вів вхід завширшки 2,1 м[6].